# 先住民の日 (アメリカ合衆国)
先住民の日（せんじゅうみんのひ、英語: Indigenous Peoples' Day）は、アメリカ合衆国の祝祭日で、アメリカ先住民族を祝い、敬意を表し、彼らの歴史と文化を記念する。この日は全米で10月の第2月曜日に祝われ、さまざまな地、市、州の公式の祝日となっている。 
先住民の日は、イタリアの探検家クリストファー・コロンブスを讃える「コロンブス・デー」の米国連邦祝日と同じ日に開催される「逆祝賀」として始まった。一部の人々は、彼が「西半球における植民地化の暴力的な歴史」を代表していると主張して、彼を祝うことを拒否している。
アメリカ西部の大都市・ロサンジェルスでは、2018年10月から「コロンブス・デー」を改めて「先住民の日」を実施していて、この日には伝統衣装を着た先住民族の人々による日の出の儀式から始まって、ワイアンドット族である市議会議員を先頭に行列があり、５キロのマラソンも行われた。1990年代以降、米国の中部・西部の諸大都市（サンフランシスコ、デンバー、シアトル、ミネアポリス、アンカレジ、フェニックス、ポートランド、アルバカーキなど）が、同様な措置を取っている。

## 参照項目
- アメリカ先住民
- アメリカ先住民の遺産日
- アメリカ先住民の遺産月間（英語版）
- アフリカ系アメリカ人歴史月間